# 会津若松市立第三中学校
会津若松市立第三中学校（あいづわかまつしりつ だいさんちゅうがっこう）は、福島県会津若松市にある公立中学校。

## 沿革
- 1947年（昭和22年）5月5日 - 当時の会津工業高等学校と会津女子高等学校の校舎の一部を借用して開校、若松市立第三中学校と呼称。
- 1951年（昭和26年）4月7日 - 若松市栄町731番地（現在の米代一丁目5番12号　謹教小学校所在地）に新校舎を建設し移転
- 1955年（昭和30年）1月1日 - 市名変更により現校名会津若松市立第三中学校に改称
- 1966年（昭和41年）5月1日 - 隣接する竹田綜合病院にベッドスクール開設
- 1978年（昭和53年）4月1日 - ベッドスクールを福島県立須賀川支援学校に移管
- 1986年（昭和61年）12月23日 - 現在地（第四中学校跡地）の新校舎に移転
- 1989年（平成元年）2月9日 - 「大成の碑」完成
- 1997年（平成9年）11月2日 - 全日本合唱コンクール金賞、カワイ賞及び文部大臣奨励賞受賞
- 2000年（平成12年）5月2日 - 学校・家庭インターネット事業推進校指定校
- 2001年（平成13年）6月24日 - 読書活動優秀実践校文部科学大臣賞表彰
- 2003年（平成15年）10月22日 - 県学校体育優良校表彰
- 2004年（平成16年）8月27日 - 全国小中学校PTA広報誌コンクール家庭教育新聞社長賞表彰
- 2004年（平成16年）11月18日 - 全国学校体育研究優良校表彰
- 2008年（平成20年）11月5日 - 県教育・文化関係社会教育顕著な団体としてPTA表彰

## 教育目標
校是
「大成」
会津藩校日新館の教育の流れを受け継ぎ、「大成」の精神を大切にして、「志」と「行動」を重んじる。
教育目標
「知性豊かで、主体性に富む生徒」
- 学びとる力を持つ生徒
- 強い意志を持つ生徒
- 豊かな人間性を持つ生徒
- 健康な心身を持つ生徒

スローガン
「さわやかなあいさつと歌声の響く学校」

## 通学区域
以下の小学校の通学区域。
- 会津若松市立謹教小学校
- 会津若松市立日新小学校

## 交通
- JR西若松駅から北東へ徒歩約10分
- JR会津若松駅から会津バスに乗車、「湯川橋」バス停下車
- 磐越道会津若松ICから車で南へ約15分

## 著名な出身者
- 室井照平（会津若松市長）[3]